# ドイツの鉄道車両保存機関
本項目ではドイツの鉄道車両保存機関について述べる。

## 博物館

### ベルリン・ドイツ技術博物館

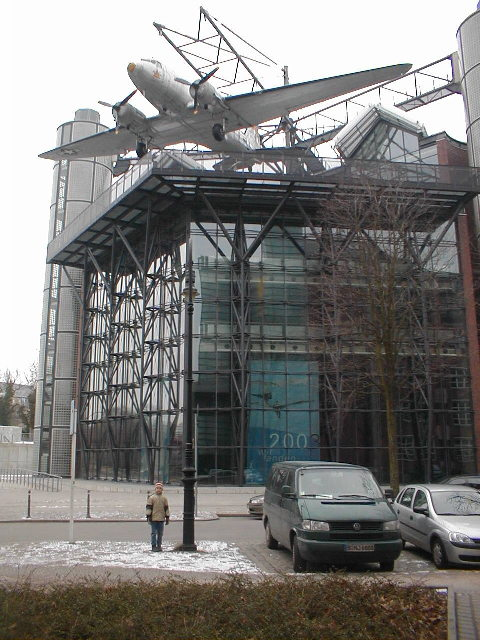
ベルリン・ドイツ技術博物館の新館

ベルリン・ドイツ技術博物館（独: Deutsches Technikmuseum Berlin (DTM/DTMB)）は、ベルリンに1982年に開設され、歴史的な技術的製品の大きなコレクションを展示している。博物館の重点は鉄道輸送機関にあるが、またいろいろな産業テクノロジーの展示をも特徴とする。近年、海運および航空展示ホールを開設した。博物館はスペクトラムと呼ばれる科学センターも有する。
2002年5月15日に、コンピュータの先駆者コンラート・ツーゼの発明を呼び物にした特別展示が始まった。
ベルリンのクロイツベルク地区の、以前はアンハルター駅の貨物輸送倉庫の一部だった建物にある。建物の有名なC-47 "Raisinbomber" スカイトレインは、テレビ塔の最上部から、そして、テンペルホーフ空港に下降中の航空機から容易に見ることができる。
博物館はたいへん多くの所蔵品を持ち、大きな航空機部にはメッサーシュミットBf 110、フラック砲、シュトゥーカ、V1飛行爆弾等を所蔵する。

### ドレスデン交通博物館
ドレスデン交通博物館（独: Verkehrsmuseum Dresden）は、1956年開設。要塞建築家パウル・ブフナーによって1586～1591年に選帝侯クリスティアン1世 の命令によって造られた建築、ヨハネウムの中にある。
ドレスデン交通博物館の歴史は1952年5月1日に始まる。この日、交通大学と運輸省の間の交渉が東ドイツの交通博物館の建設のために始まった。 主に、第二次世界大戦の間に保管されたザクセン鉄道博物館の展示物を収蔵する必要があった。

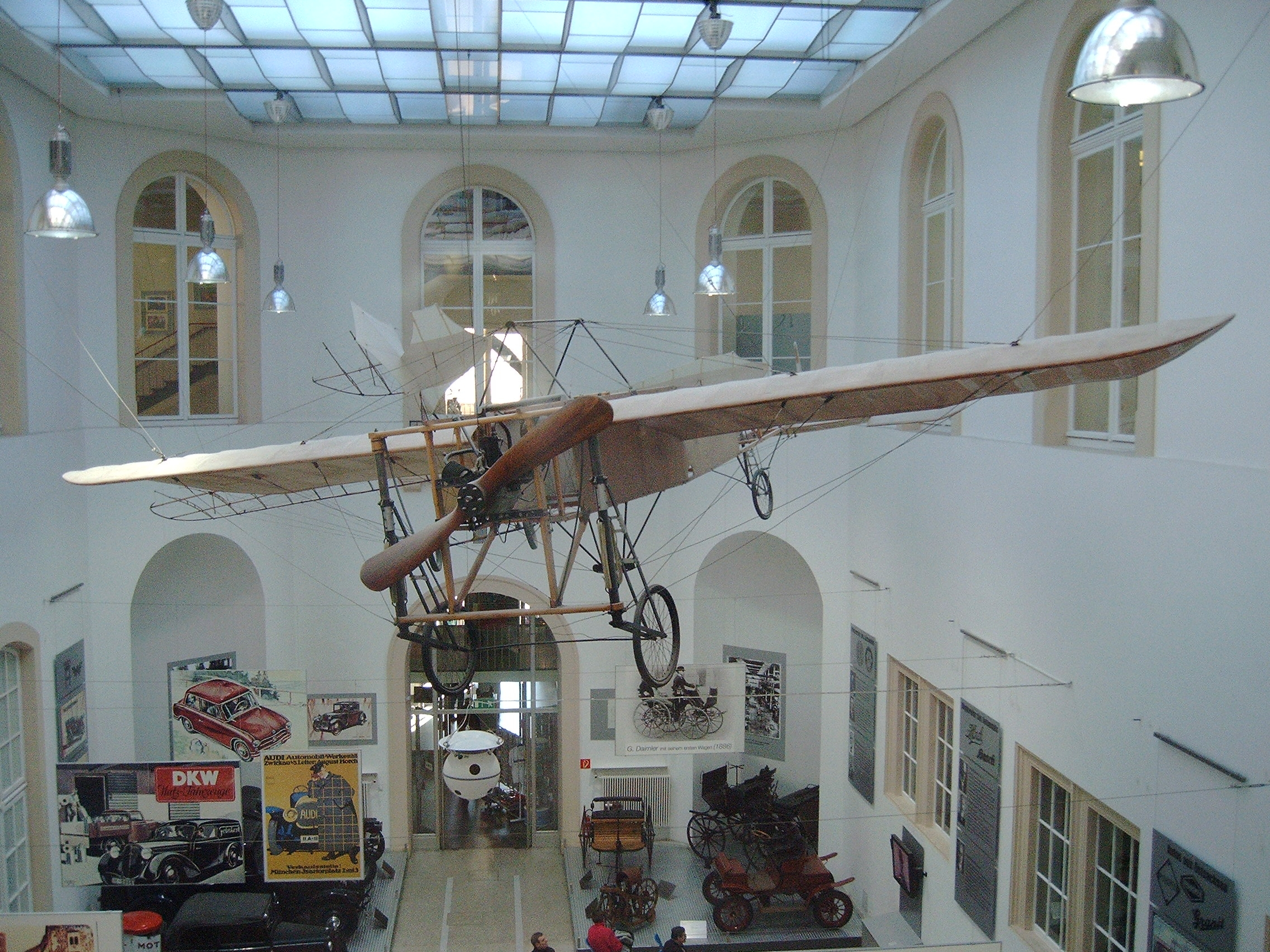
ドレスデン交通博物館飛行機部門
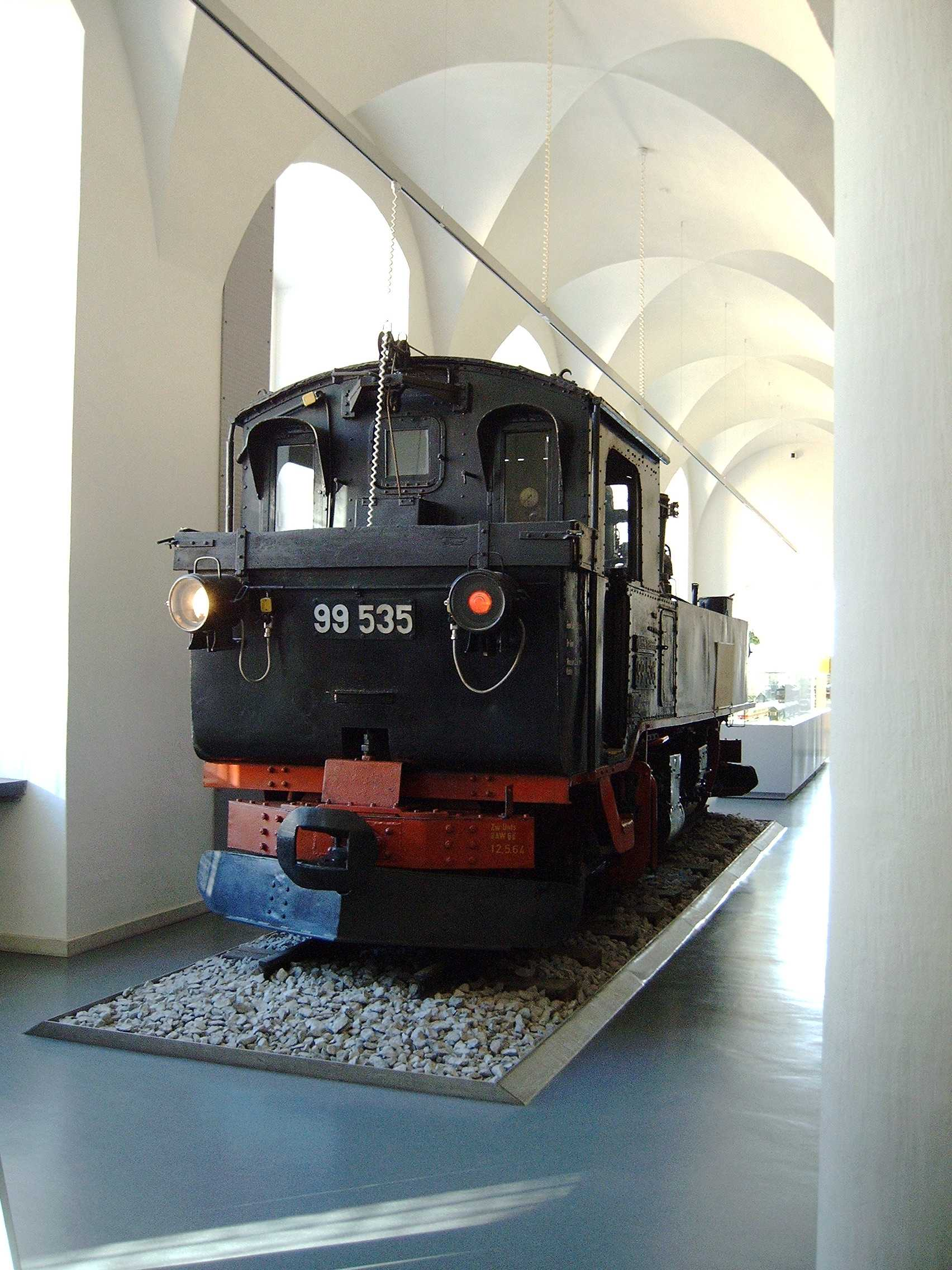
ドレスデン交通博物館に展示されているプロイセンIV K（のちの99形）蒸気機関車

### ボーフム＝ダールハウゼン鉄道博物館
ボーフム＝ダールハウゼン鉄道博物館（独 :Eisenbahnmuseum Bochum-Dahlhausen ）はボーフムの南にある鉄道博物館である。1916-1918年に設立され1969年に廃止されたボーフム＝ダールハウゼン機関区に1977年、下記のドイツ鉄道歴史協会によって設立された。およそ46000平方メートルの敷地を持つドイツの最も大きい私設鉄道博物館である。
博物館の中心を構成するのは、14両収容の機関庫と、20メートルのターンテーブル、給水塔、工場のほか、給水・給炭設備などもある。また稼動可能な600ミリの作業用軌道が存在している。以前の機関区の設備全ては記念物として保護されている。

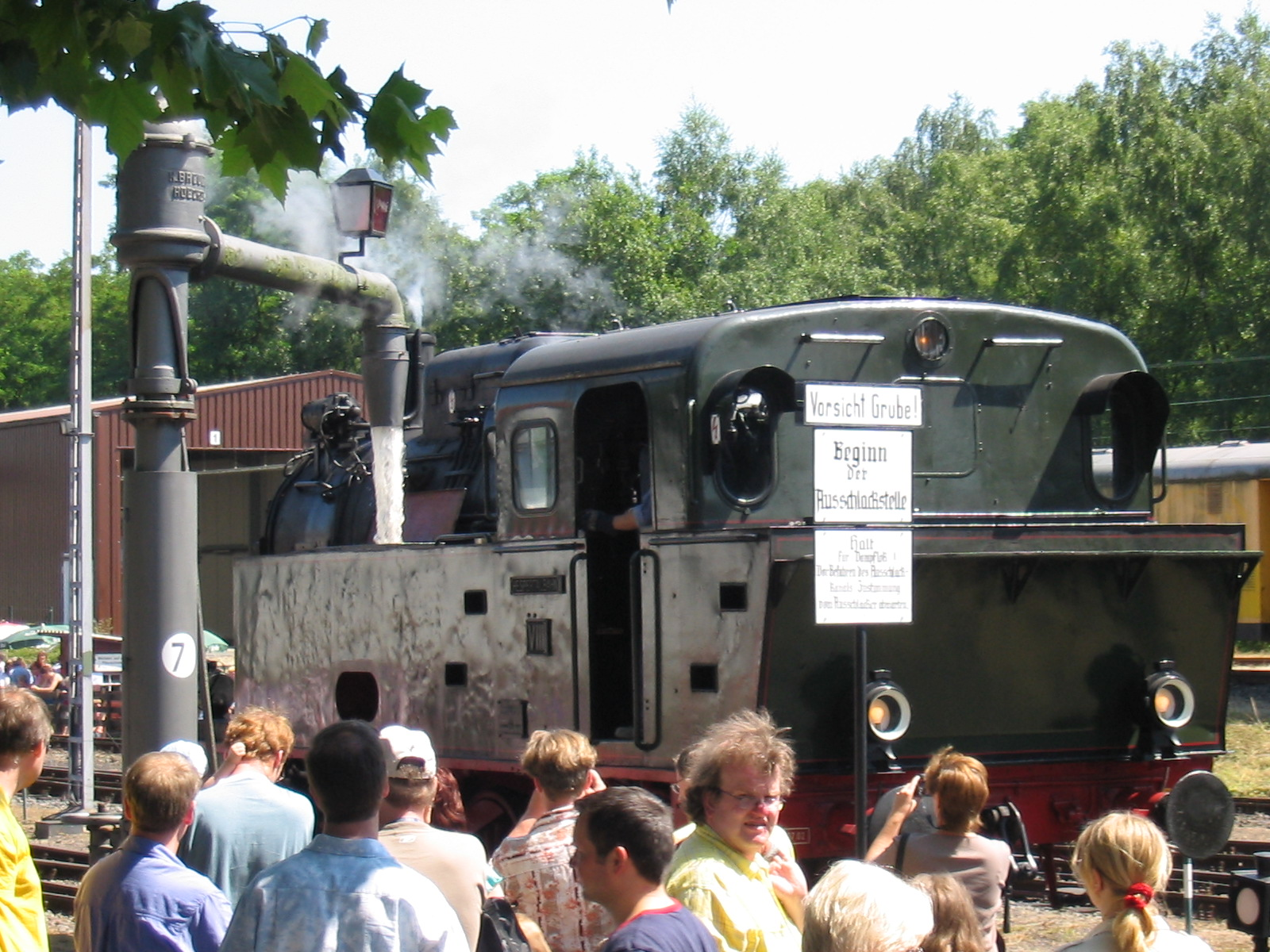
家族向け公開日
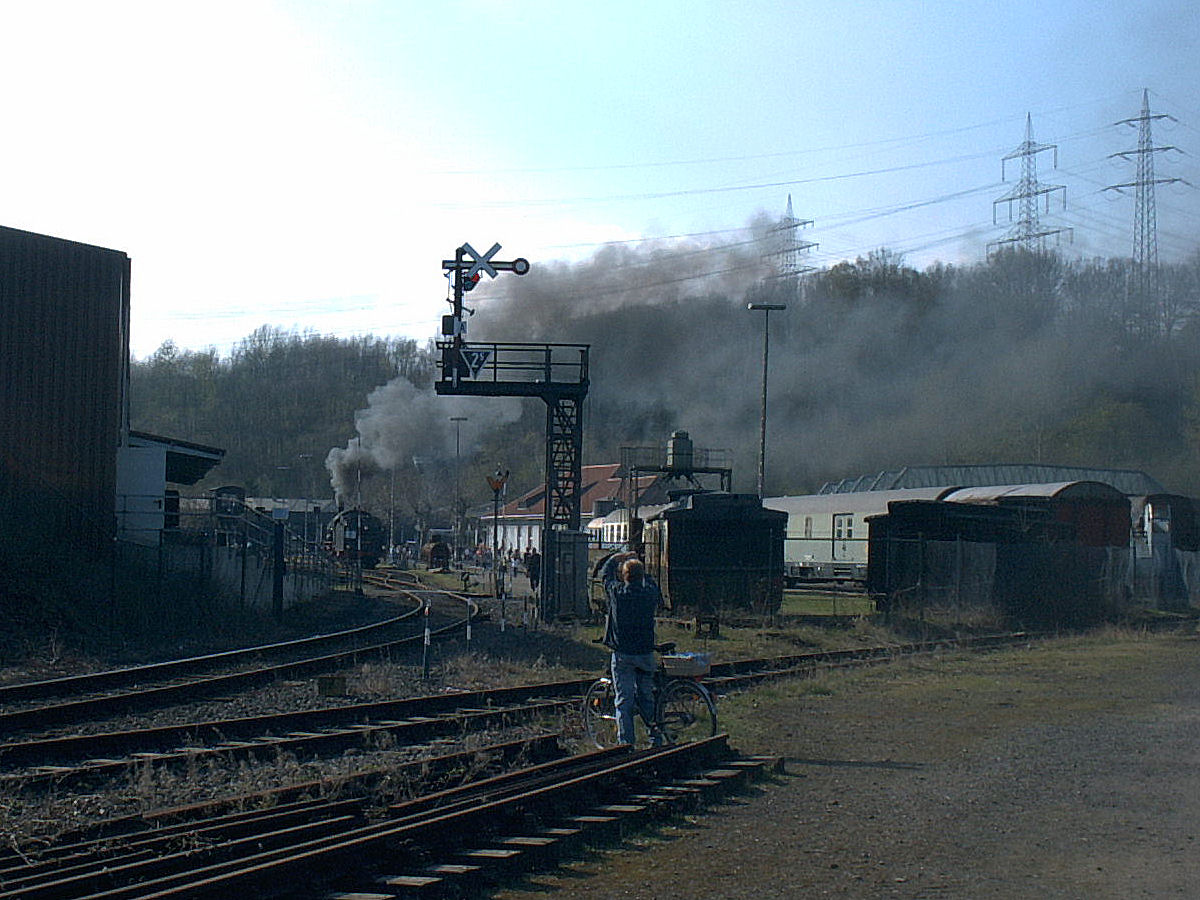
機関車の運転
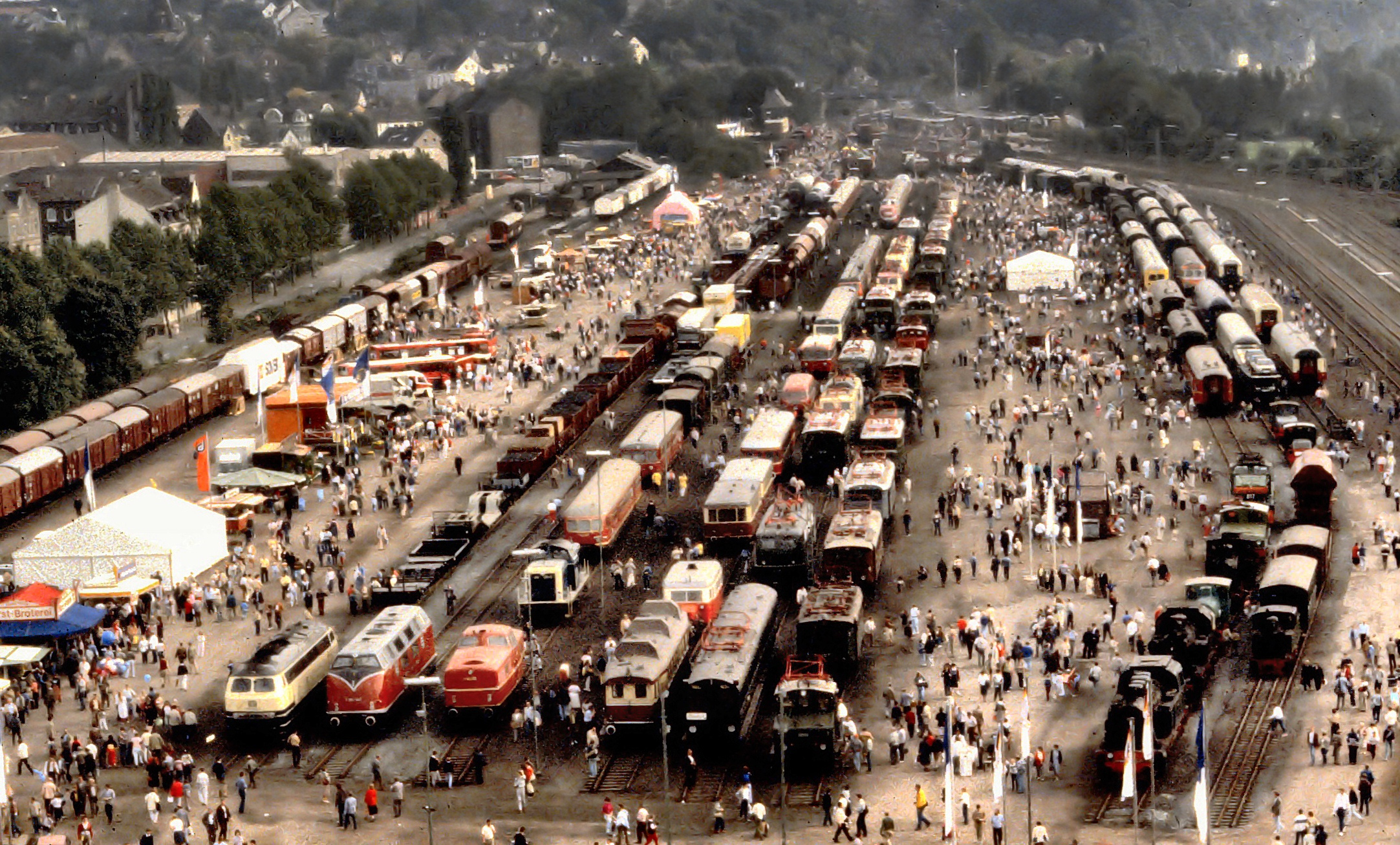
ドイツ鉄道150年記念フェスティバル
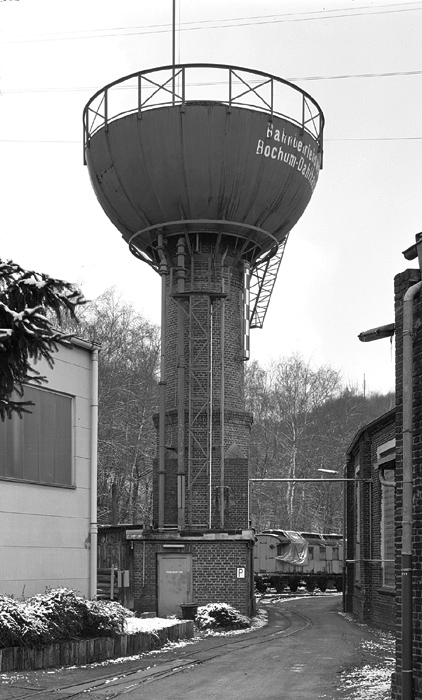
給水塔

### シュパイヤー技術博物館

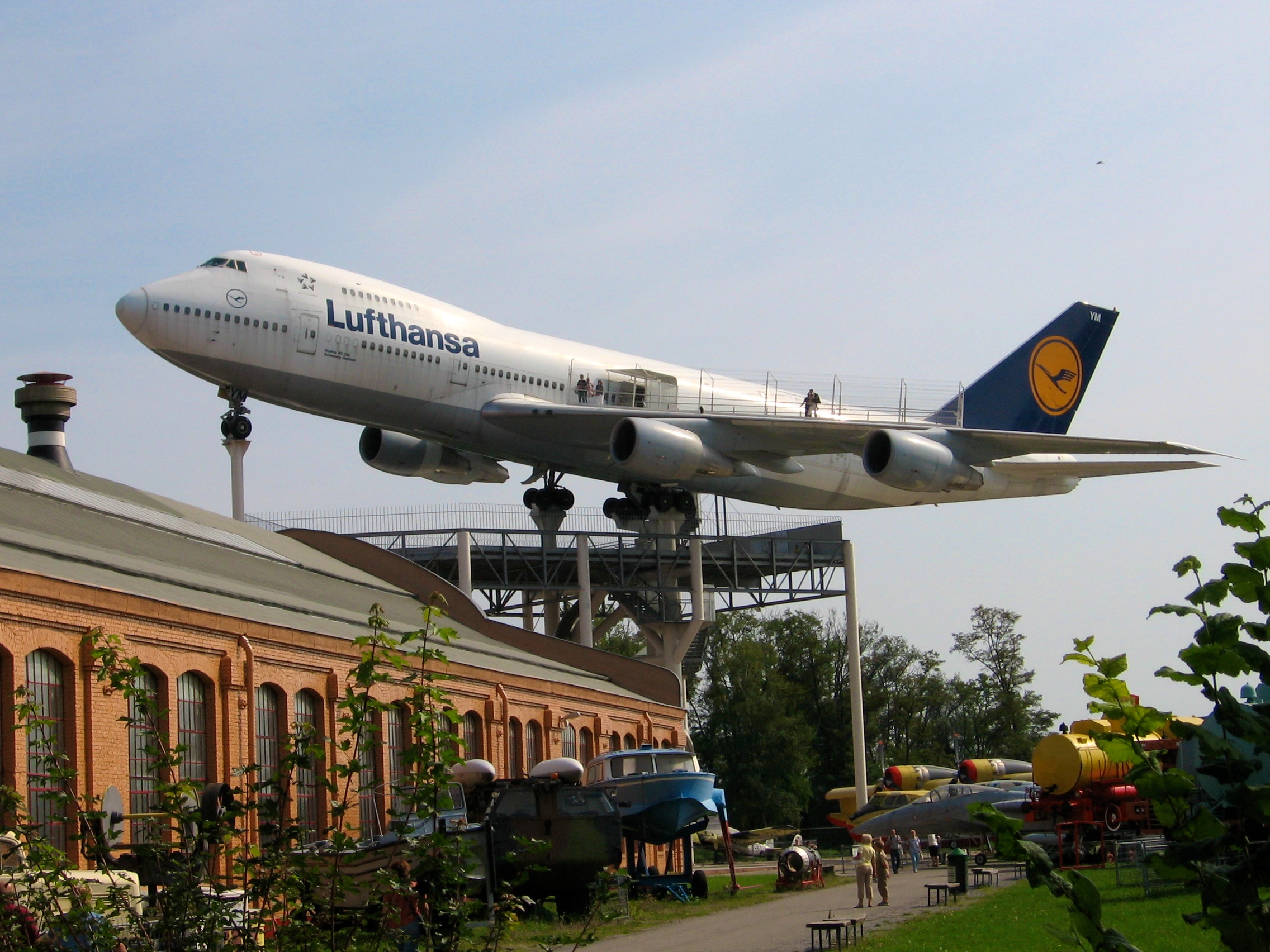
シュパイヤー技術博物館とB-747の展示

シュパイヤー技術博物館（独: Technik-Museum Speyer）はラインラント＝プファルツ州のシュパイヤー市にある博物館である。
この博物館は1991年に 下記ジンスハイム自動車・ 技術博物館の分館として開かれた、そして「ジンスハイム自動車・技術博物館協会」によって運営されている。
2004年の時点で、屋内と屋外で2,000以上の展示物と、150,000平方メートル以上の展示エリアを有する。そして1年に50万以上の訪問者がある。
展示に加え、博物館はまた22m x27mの大きさの巨大なIMAX ドーム劇場を持つ。

### ジンスハイム自動車・技術博物館

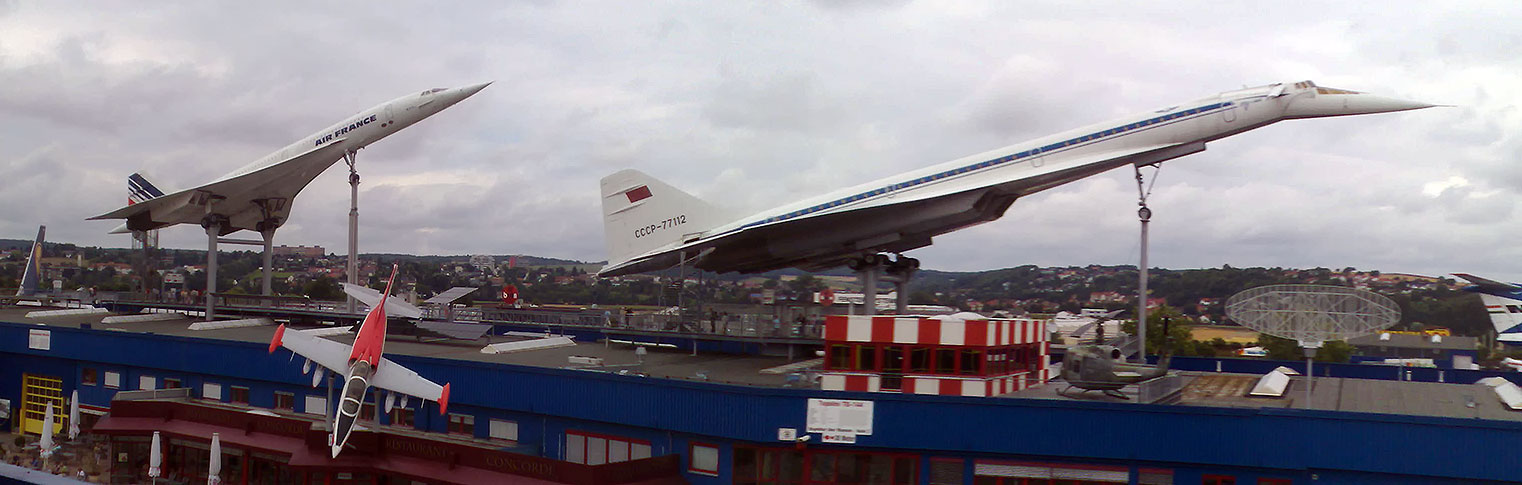
ジンスハイム自動車・技術博物館外部。入場可能なコンコルドとTu-144。

ジンスハイム自動車・技術博物館（独 :Auto- und Technikmuseum Sinsheim ）はドイツのジンスハイムで1981年に開設された博物館。「ジンスハイム自動車・技術博物館協会」によって運営される。この協会はシュパイアー技術博物館も運営する。2004年現在、3,000以上の展示物と50,000m2以上の展示領域（屋内と屋外）を持つ。展示に加えて、22m×27mのIMAX 3D劇場がある。1年に100万人以上の訪問者があり、ヨーロッパで最も大きな私有博物館である。

### ニュルンベルク交通博物館
ニュルンベルク交通博物館（独: Verkehrsmuseum Nürnberg）はニュルンベルクDB博物館（DB Museum Nürnberg）と、コミュニケーション博物館（Museum für Kommunikation）の2部分からなる。またコブレンツDB博物館、ハレDB博物館が別館としてある。ヨーロッパの最も古い技術史博物館の一つ。
|  |  |

### バイエルン鉄道博物館
バイエルン鉄道博物館（独: Bayerisches Eisenbahnmuseum (BEM)）は、百以上のオリジナルの車両を有している。1985年、旧ネルトリンゲン機関区に置かれた。01 066、03 295、18 478等の機関車を有する。

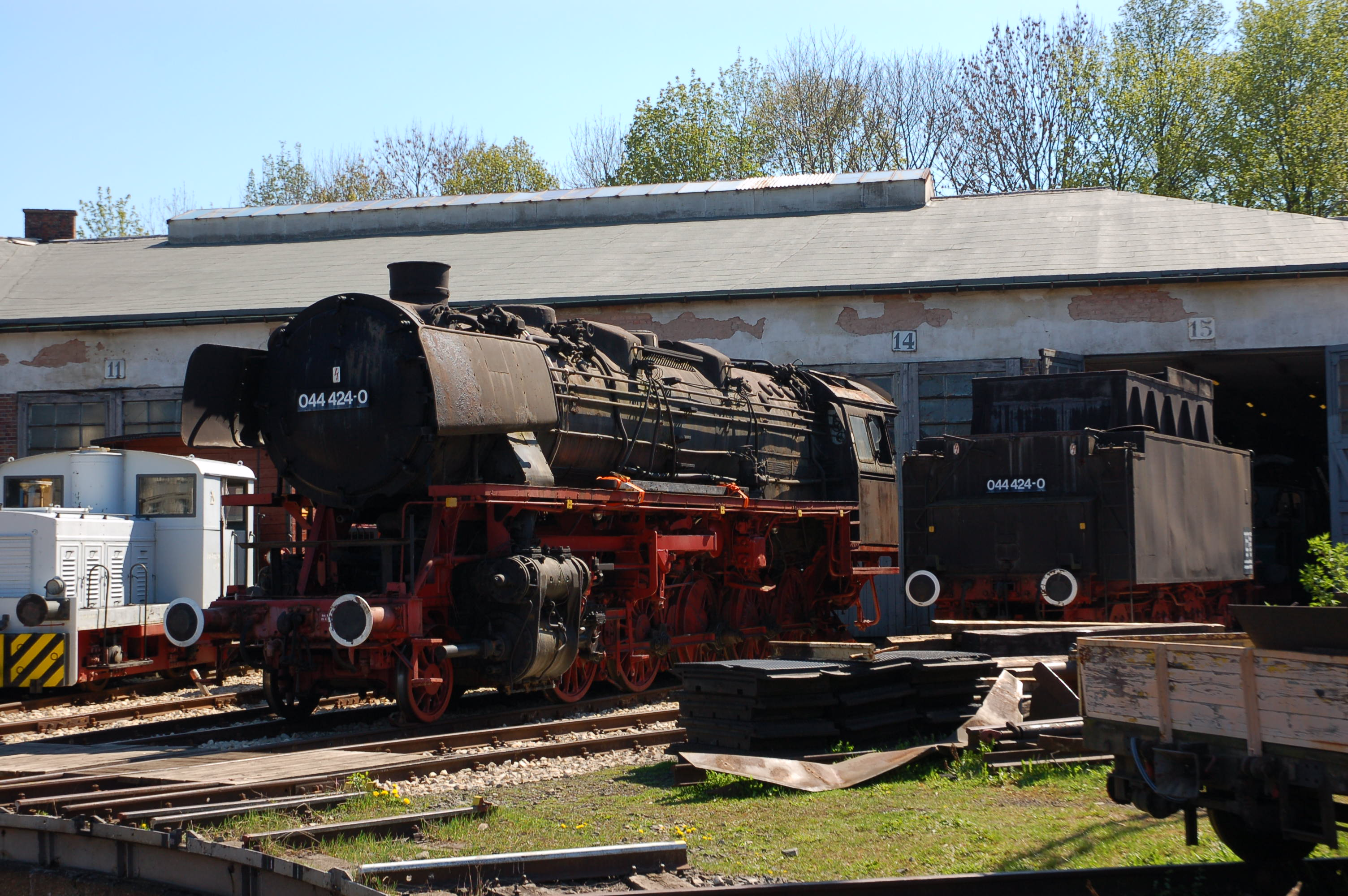
構内
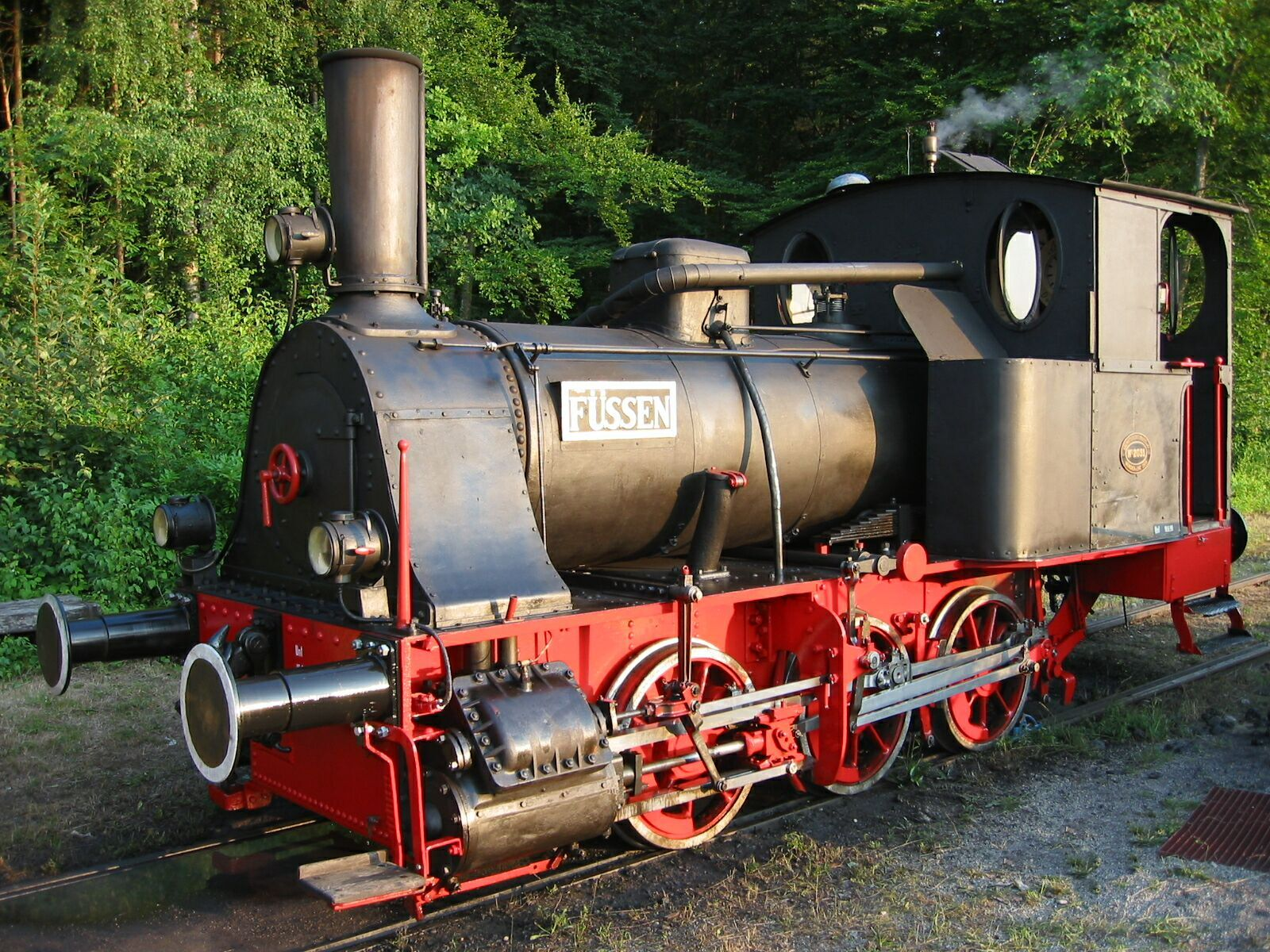
バイエルン鉄道博物館の蒸気機関車フュッセン(1889)

構内

### ハイルブロン南ドイツ鉄道博物館
ハイルブロン南ドイツ鉄道博物館（独: Süddeutsches Eisenbahnmuseum Heilbronn (SEH)）は、1998年に設立されたハイルブロン南ドイツ鉄道博物館協会によって運営され、次の目的をもつ。
1. 文化財として保護されている旧ハイルブロン機関区の敷地の管理。
2. 歴史的な鉄道車両とそこに属するインフラの維持・公開。

運営団体のメンバーは博物館のために活動を行っている。

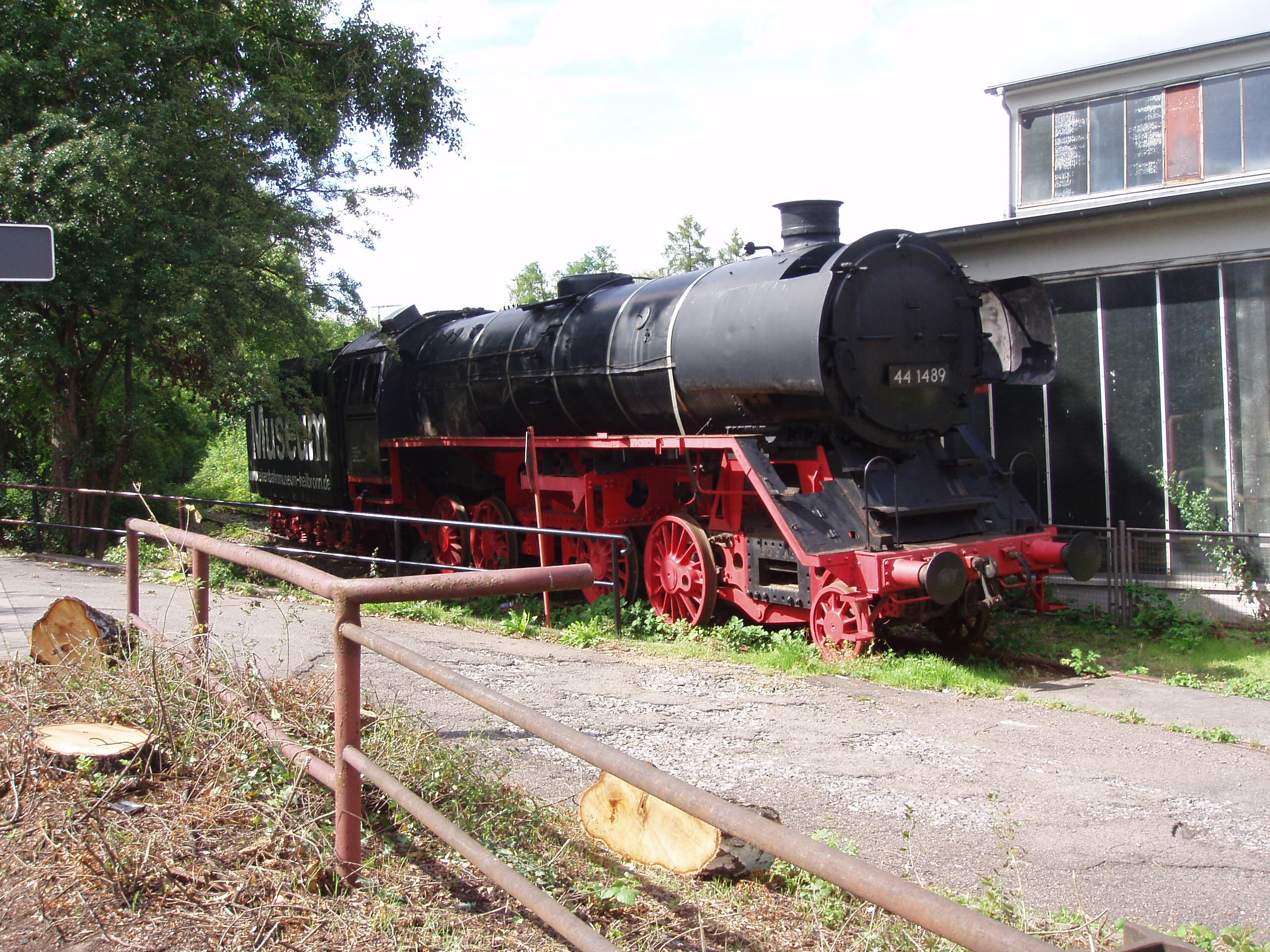
入り口
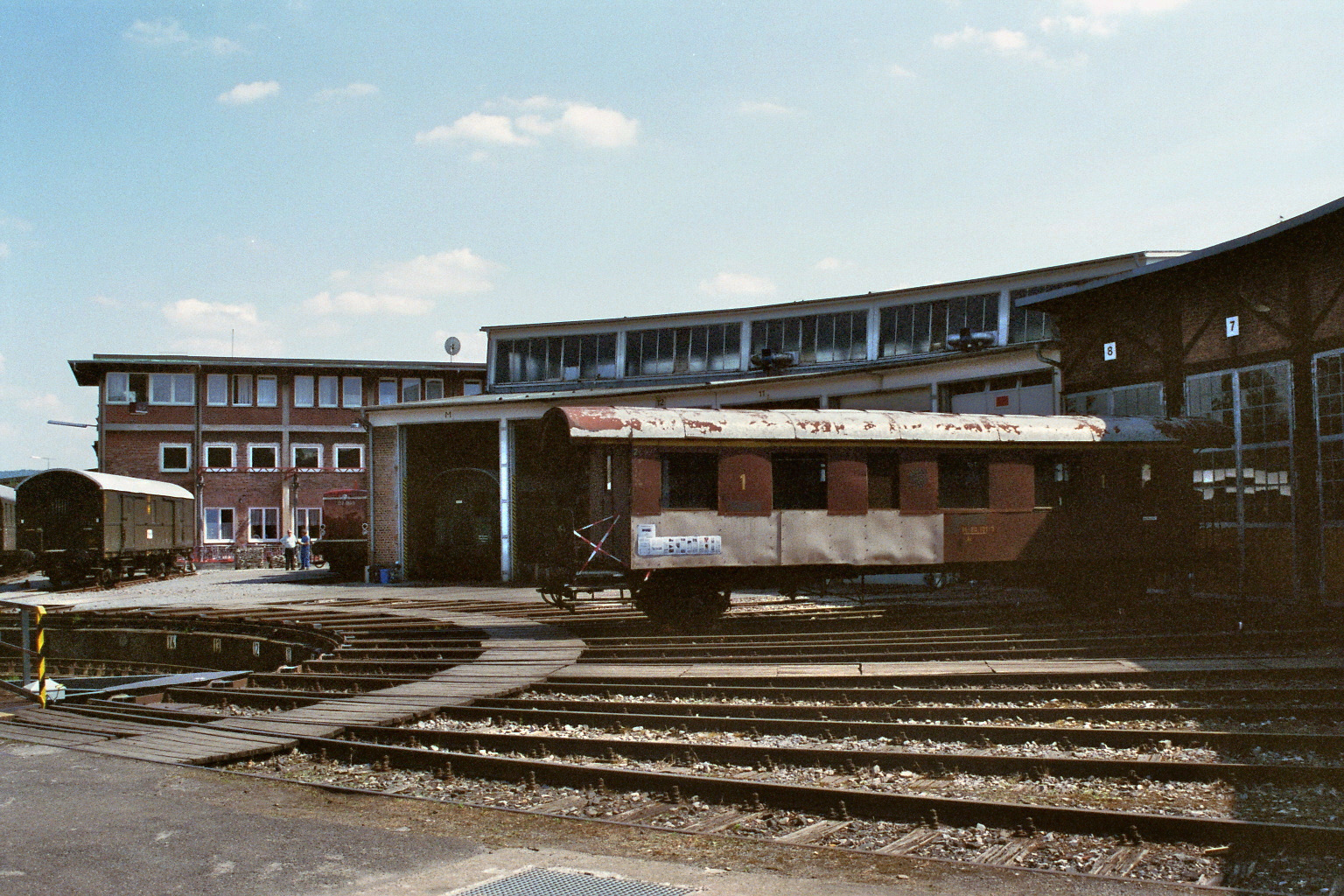
構内
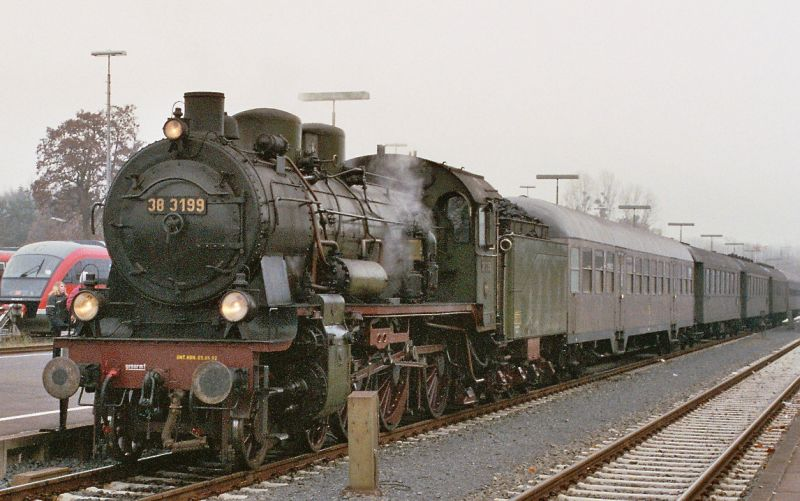
38 3199 の特別運転(2004年）

### ドイツ蒸気機関車博物館
ドイツ蒸気機関車博物館（独: Deutsches Dampflokomotiv-Museum (DDM)）はオーバーフランケンノイエンマルクトにあり、1977年設立。ノイエンマルクト・ヴィルスベルク駅近くに所在。かつてのノイエンマルクト・ヴィルスベルク機関区である。同機関区はもともと1895年に王立バイエルン邦有鉄道により設置され、1923年にドイツ国営鉄道によって拡張された。

## 民間保存機関

### ドイツ鉄道歴史協会
ドイツ鉄道歴史協会（独 :Deutsche Gesellschaft für Eisenbahngeschichte (DGEG)）は、ドイツの鉄道の歴史を扱う団体で、その目的は歴史全体のフレームワークの中で鉄道の歴史の理解と科学的研究を促進すること、重要な文化とテクノロジーの記念碑の維持管理である。協会は、カールスルーエで1967年4月22日に設立された。1969年8月1日に連邦鉄道がボーフム＝ダールハウゼン機関区を閉鎖した後、蒸気機関車時代のオリジナル状態に復旧していった。1972年、車両搬入に際しダールハウゼンの受け入れ能力の関係で、ノイシュタット／ハールト(Neustadt/Haardt)機関区の古い建物等が貸し渡された。1981年にはそこから「DGEG・ノイシュタット／ヴァインシュトラーセ鉄道博物館」（Eisenbahnmuseum Neustadt/Weinstraße）も生まれた。 今日では、DGEGはヴュルツブルク鉄道博物館も運営している。

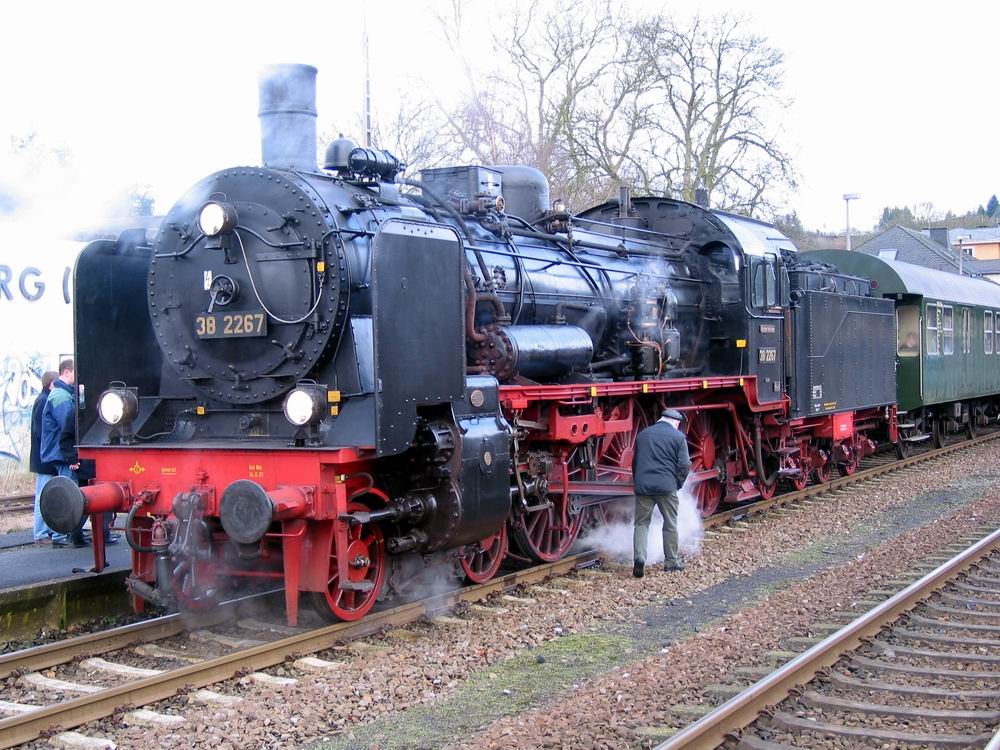
ボーフム＝ダールハウゼン博物館のプロイセンP6（38形）蒸気機関車
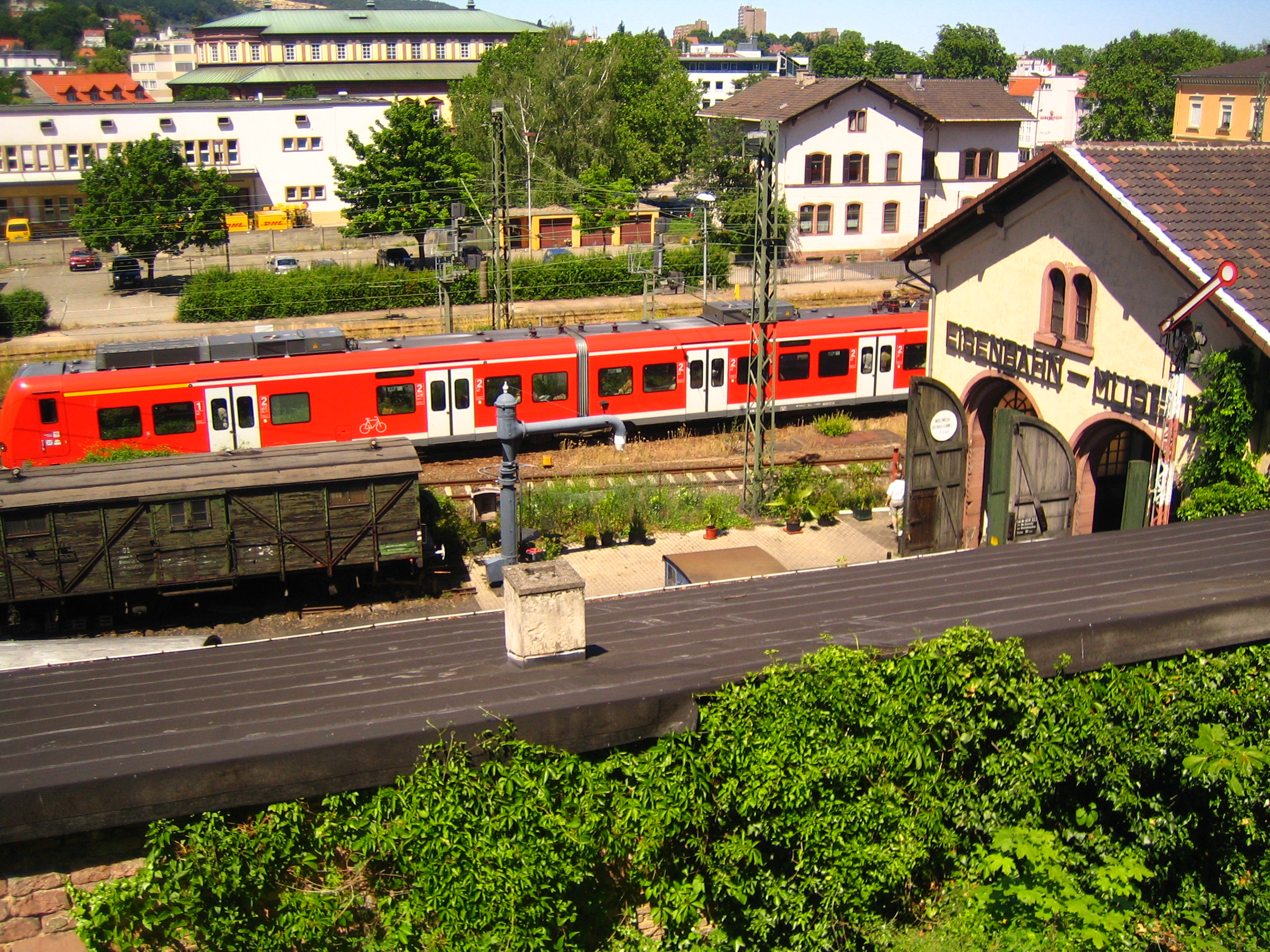
ノイシュタット鉄道博物館

### シュタースフルト伝統機関区
シュタースフルト伝統機関区（独 :Traditionsbetriebswerk Staßfurt）はザクセン＝アンハルト州のシュタースフルトにある機関区で、1856年に解説された。シェーネベック-ギュステン間の路線にあるこの機関区は、今日シュタースフルト伝統機関区鉄道愛好会の手によって運営されている。
20メートルの転車台を持つ扇形庫は建築後100年以上で、24両の機関車を収容できる。1988年まではドイツ国営鉄道(DR)の41形蒸気機関車および50形蒸気機関車がここから定期の旅客・貨物運用を行なっていた。

### フランクフルト歴史鉄道

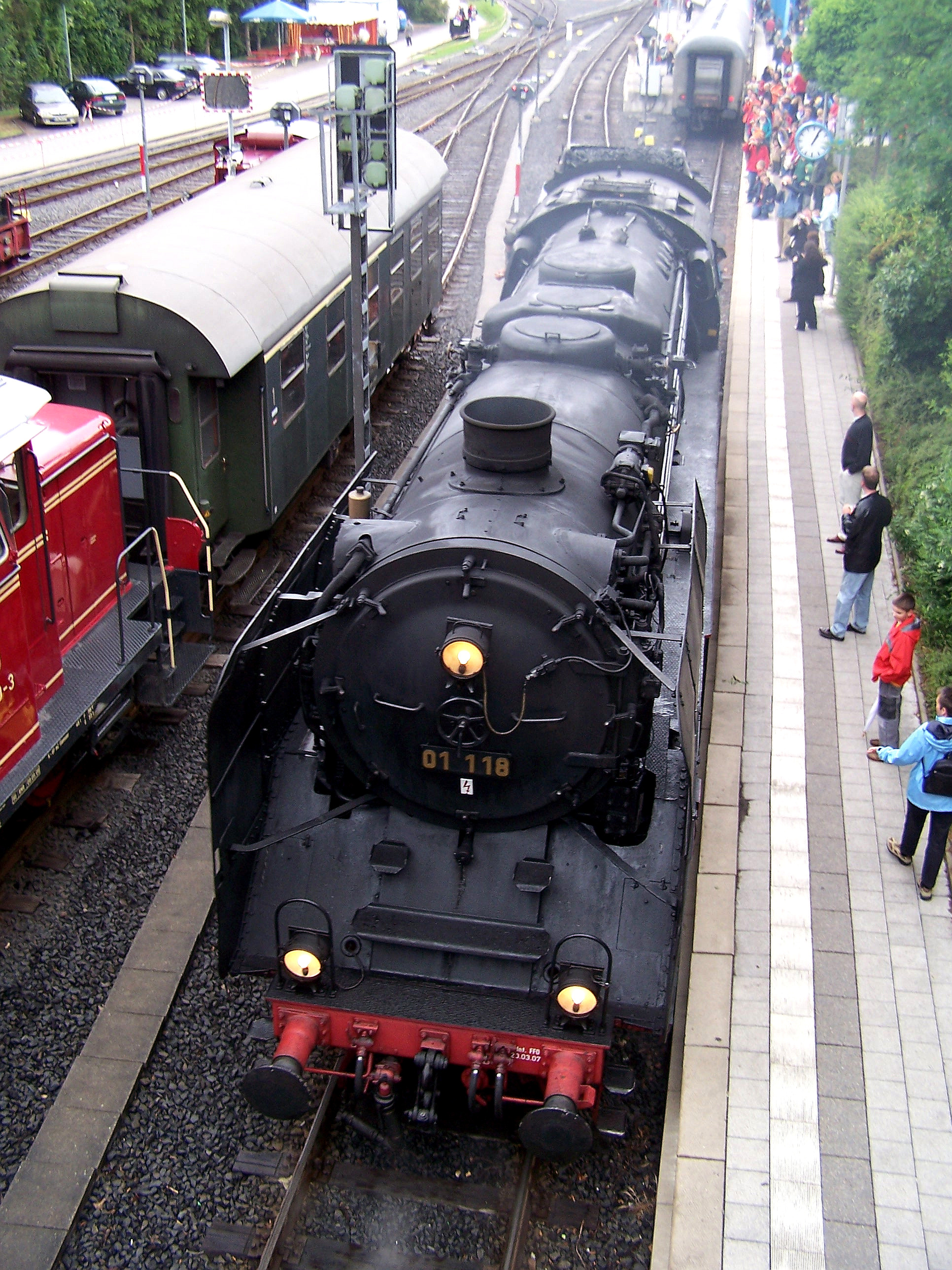
上方からの01 118。ケーニヒシュタイン・イム・タウヌスにて。

フランクフルト歴史鉄道（独 :Historische Eisenbahn Frankfurt）は、フランクフルト・アム・マインの保存鉄道である。協会は1978年に設立され、技術的な文化記念碑としての歴史的に価値ある鉄道関連物、特に蒸気機関車を、動態で保存することを目的としている。
1979年以降、定期的な保存運転が、年に何度かの週末にフランクフルト港鉄道のMainkur、 Eiserner StegとFrankfurt-Griesheim停車場の間で行なわれる。 1981年以降、毎年聖霊降臨祭に、ケーニヒシュタイン駅まつりを行い、ケーニヒシュタイン鉄道のフランクフルト＝ヘーヒストとケーニヒシュタイン・イム・タウヌス間で、運行される。 そのうえフランクフルト歴史鉄道の車両が、ドイツ中で特別運行に使われる。
保存機関車のうちもっとも有名なものは、01形機関車01 118 であり、52形機関車52 4867も重要である。

### ウルム鉄道愛好家協会
ウルム鉄道愛好家協会（独 :Ulmer Eisenbahnfreunde（UEF)）は、歴史的に貴重な鉄道史料の保護を目的とするクラブである。1969年に設立された、およそ600人のメンバーを有し、約12両の蒸気機関車と多数の歴史的な車両を保有する。下記の4つのセクションに分かれる。
狭軌鉄道セクションSektion Schmalspurbahn - 5.7km のメーターゲージ路線を保有、蒸気機関車99 7203などを走らせている。
ローカル鉄道セクションSektion Lokalbahn - アムシュッテッテン-ゲルシュッテッテン間の鉄道（独 :Lokalbahn Amstetten–Gerstetten）を保有し、貨物列車等を走らせる。75 1118を使用。
エトリンゲン・セクションSektion Ettlingen - カールスルーエ近郊で、58形蒸気機関車などの列車を走らせている。
歴史的急行蒸気機関車セクションSektion Historischer Dampfschnellzug - 01 1066や01 509などの蒸気機関車の列車を走らせている。